# Olivier Marteel
Olivier Marteel (ur. 10 maja 1969 w Nieuwpoort) – belgijski zawodowy sędzia snookerowy.

## Kariera sędziowska
Olivier Marteel zakwalifikowany jako zawodowy sędzia został w 1994 roku. Pierwsze oficjalne spotkanie poprowadził w 2006 roku, podczas kwalifikacji do prestiżowego turnieju Masters.
Swój pierwszy finał Mistrzostw świata poprowadził w 2015. Był pierwszym sędzią z Belgii, który poprowadził finał i drugim z kontynentalnej Europy po Janie Verhaasie.
Podczas Mistrzostw świata w 2023 powstrzymał aktywistkę Just Stop Oil przed wtargnięciem na stół w trakcie rozgrywania meczu.

## Życie prywatne
Marteel pracuje zawodowo jako pielęgniarz radiologiczny.